# Підскоцька Надія Костянтинівна
Наді́я Костянти́нівна Підско́цька (* 20 жовтня 1952, село Стрижівка, Вінницька область) — заслужений працівник соціальної сфери України (2008). Депутат Хмельницької обласної ради чотирьох поспіль скликань (від 1994 року).

## Біографія
Надія Підскоцька народилася 20 жовтня 1952 року в селі Стрижівка Вінницького району Вінницької області. 1953 року разом із батьками переїхала в село Колодянка Новоград-Волинського району Житомирської області. Мати працювала завідувачем дитячого садка, а батько — на меблевій фабриці.
У 1959–1969 роках Надія навчалася у Колодянській середній школі. Закінчивши школу тільки з однією четвіркою з української мови, спробувала вступити на юридичний факультет Київського університету, але зазнала невдачі. Від серпня 1969 року до березня 1970 року працювала в місцевому колгоспі на різних роботах, а від березня до липня 1970 року — піонервожатою в рідній школі.
1970 року Надія Підскоцька вступила до Кам'янець-Подільського технікуму харчової промисловості (нині — Кам'янець-Подільський коледж харчової промисловості), який закінчила 1974 року.
У січні 1974 року у Надії Підскоцької народився син Олег, 1982 року — дочка Тетяна. Після декретної відпустки Надія Костянтинівна в листопаді 1974 року почала трудову діяльність у Кам'янці-Подільському на посаді завідувача сектору обліку комітету комсомолу технікуму харчової промисловості.
У 1974–1985 роках працювала начальником сектору обліку та фінансів Кам'янець-Подільського міськкому ЛКСМУ.
1984 року заочно закінчила Кам'янець-Подільський сільськогосподарський інститут (нині ПДАТУ — Подільський державний аграрно-технічний університет) за спеціальністю «Економіст з бухгалтерського обліку та аналізу господарської діяльності».
Від травня 1985 року до липня 1987 року — заступник завідувача відділу соціального забезпечення виконкому Кам'янець-Подільської міської ради. У 1987–1996 роках — завідувач цього відділу.
У 1996–2006 роках — заступник Кам'янець-Подільського міського голови, начальник управління праці та соціального захисту населення.
Від червня 2006 року — начальник управління праці та соціального захисту населення Кам'янець-Подільського міськвиконкому.
Член Народної партії. Депутат Хмельницької обласної ради чотирьох поспіль скликань (від 1994 року). Нині член депутатської фракції «Народний блок Литвина».

## Нагороди, відзнаки
26 червня 2008 року Указом Президента України «за вагомий особистий внесок у розвиток конституційних засад української державності, багаторічну сумлінну працю, високий професіоналізм та з нагоди Дня Конституції України» Надії Підскоцькій надано звання «Заслужений працівник соціальної сфери України» .